# Unterdießen
Unterdießen är en kommun och ort i Landkreis Landsberg am Lech i Regierungsbezirk Oberbayern i förbundslandet Bayern i Tyskland.
Kommunen ingår i kommunalförbundet Fuchstal tillsammans med kommunen Fuchstal.